# Estudantes da Bíblia
Estudantes da Bíblia, em religião, é uma expressão adotada para designar ao grupo de estudos bíblicos originado por Charles Taze Russell e alguns associados nos Estados Unidos, por volta da década de 1870. Grupos de Estudantes da Bíblia após a morte de Charles Taze Russell, que apreciam seus escritos, também recebem essa designação.  
Apesar dos grupos originais de Estudantes da Bíblia nunca estarem associados à Sociedade Torre de Vigia de Bíblias e Tratados (dos EUA), uma vez que os Estudantes da Bíblia tinham como característica de governo eclesiástico independente, a Sociedade Torre de Vigia de Bíblias e Tratados (dos EUA) presidida por Charles Taze Russell, desempenhou uma atividade importante na impressão de publicações destinadas aos estudos bíblicos desses grupos.  Ainda assim, cada eclésia (congregação) decidia por votação de seus membros consagrados qual matéria estudar.
O termo também se aplica aos grupos formados por Charles Taze Russell que após sua morte discordaram da mudança de ensinos bíblicos e do modo como a Sociedade Torre de Vigia de Bíblia e Tratados (dos EUA) passou a ser administrada, por este fato, alguns adjetivam os Estudantes da Bíblia como dissidentes. Outros argumentam que, historicamente, os Estudantes da Bíblia não são dissidentes, uma vez que eles sempre foram independentes e nunca estiveram debaixo de uma liderança centralizada ou organização religiosa. Charles Taze Russell nunca identificou os Estudantes da Bíblia como uma religião organizacional com autoridade central atribuída de liderança. Muitos dos grupos que após a morte de Russell não aceitaram a liderança de Rutherford (considerada ditatorial) continuam até hoje em atividade, com centenas de congregações ao redor do mundo (inclusive em português), realizando convenções, imprimindo publicações, e com programas religiosos em canais de rádio, TV e na internet.
Os grupos de Estudantes da Bíblia que optaram em se associar à Sociedade Torre de Vigia de Bíblias e Tratados (dos EUA) e estarem sob direção da nova gestão administrativa, adotaram no ano de 1931 o nome de Testemunhas de Jeová, deixando de serem designados como Estudantes da Bíblia.

## O Desenvolvimento
Em 1869, Charles Russell, que até o momento andava muito desapontado com as crenças das religiões e com a sua fé muito abalada, assistiu uma pregação de um movimento chamado de Cristão do Segundo Advento onde quem presidia era Jonas Wendell (influenciado pelo millerismo). Ele chegou a frequentar algumas reuniões de movimentos influenciados pelo Millerismo em Allegheny, Pennsylvania lideradas por George Stetson. Russell reconheceu a influência de alguns preletores Adventistas/Milleristas como George Storrs, um conhecido de William Miller e ocasional frequentador das reuniões em Allegheny.
Em janeiro de 1876 Charles Russell encontrou com pregadores adventistas independentes Nelson H. Barbour e John H. Paton. Esses pregadores e editores do Herald of the Morning convenceram Russell de que Jesus Cristo tinha retornado invisivelmente em 1874. Russell tornou-se então co-editor e financiador da revista de Barbour, Herald of the Morning; e também o livro Three Worlds and the Harvest of This World (1877). Vários conceitos desse livro eram ensinados pelos diversos grupos dos Estudantes da Bíblia da época. Também acreditava-se que todos os "santos seriam levados para os céus em abril de 1878.
Russell e seus associados, por motivos de falta de concordância entre o grupo de Nelson Barbour, rompem laços e em julho de 1879, Russel começou a publicar sua própria revista a Zion's Watch Tower and Herald of Christ's Presence. Hoje esta mesma revista é publicada pela Associação Torre de Vigia com o nome A Sentinela - Anunciando o Reino de Jeová. Os atuais Estudantes da Bíblia não consideram que a atual A Sentinela seja uma continuação da Torre de Vigia de Sião, publicada por Russell até 1916, ano de sua morte.

## Cismas
Desde do início do movimento religioso até a década de 1950 do século XX, formaram-se mais de 30 grupos dissidentes ou independentes de Estudantes da Bíblia, alguns deles existentes até os dias de hoje, realizando convenções e imprimindo publicações em diversos idiomas. Após a morte do líder carismático podem ocorrer vários cismas, isso agravado por uma certa forma de culto ao líder. Já outros, entenderam ter razões para divergir doutrinalmente do líder em vida e criaram um grupo independente de adeptos. Muitos deles, ao perderam o seu líder carismático ou a sua sustentação doutrinal, fragmentaram-se até deixarem de existir como grupo.
As razões da separação e formação de grupos dissidentes podem diferir de caso para caso, e estas, devem ser contextualizadas no momento histórico que aconteceram e com o entendimento religioso de então. Segue abaixo uma breve referência a alguns deles:

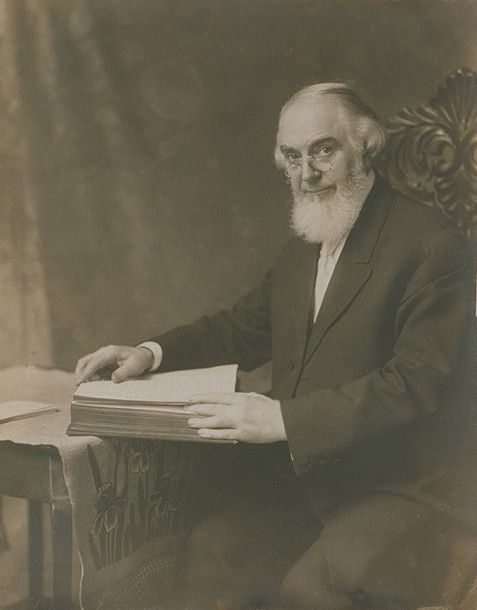
Charles Russell em 1911

Crentes do Novo Pacto (1909-1944), Estudantes da Bíblia Associados (1917-presente), Instituto Bíblico Bereano (1917-presente), Sociedade do Anjo de Jeová de Bíblias e Tratados (1917-presente), Instituto Bíblico Pastoral (1918-presente), Movimento Missionário da Casa do Leigo (1918-presente), Associação dos Estudantes da Bíblia Intransigentes (1918-?), Associação Cristã do Milênio (1928-presente), Associação dos Estudantes da Bíblia da Aurora (1932-presente), "Associação dos Estudantes da Bíblia da Epifania" (1955-presente) e entre outros.
Com a queda dos governos comunistas em 1989, na Europa Oriental e países da ex-URSS, foram descobertos vários grupos de Estudantes da Bíblia. Na Roménia, devido ao isolamento provocado pelo domínio nazista e depois, comunista, muitos Estudantes da Bíblia continuaram com o mesmo nome, doutrinas e estrutura dos Estudantes da Bíblia da época de Russell. Mesmo os Estudantes da Bíblia que haviam adotado o nome "Testemunhas de Jeová", ainda continuavam a ler os escritos de Charles Taze Russell e a manter certo contato respeitoso com os grupos de Estudantes da Bíblia originais. Quando o regime comunista caiu, alguns desses grupos de Testemunhas de Jeová rejeitaram as "novas luzes" do "escravo fiel" (liderança das Testemunhas de Jeová) e as publicações atuais da Sociedade Torre de Vigia de Bíblias e Tratados (dos EUA). Eles continuaram a estudar exclusivamente os escritos de Joseph Franklin Rutherford e consideram-no "o maior expositor bíblico do Mundo". Entre tais grupos que não se identificaram com as mudanças constantes nas doutrinas e na estrutura organizacional após a morte de Rutherford (1941) está a Associação Verdadeira Fé das Testemunhas de Jeová da Romênia. Embora usem formas similares do nome "Testemunhas de Jeová", muitos desses grupos possuem ensinos diferentes dos adotados pelas Testemunhas de Jeová, não tendo mais relações com elas. As Testemunhas de Jeová, apesar de reconhecerem o que Charles Taze Russel e Joseph F. Rutherford fizeram, não se associam com os grupos dissidentes acima citados. 